# Tael
Tael (chinês simplificado:两, chinês tradicional:两; pinyin: liǎng, pode referir-se a diferentes medidas de peso do Extremo Oriente. Na China, a unidade tem valor monetário. O termo é frequentemente empregado para se referir ao tael (plural: taéis) chinês, que faz parte do sistema de medição e do sistema monetário chinês.
Em Taiwan, Hong Kong e no sudoeste asiático, é equivalente a 10 mace (qián 錢) ou 1⁄16 catty, apesar de possuir algumas diferenças em ambos os locais. Estas unidades de medida chinesas são normalmente utilizadas em lojas de ervas medicinais chinesas, bem como na troca de ouro e prata.